# Collen Warner
Collen Warner (* 24. Juni 1988 in Denver) ist ein US-amerikanischer Fußballspieler auf der Position des Mittelfeldspielers.

## Karriere

### Jugend und Amateurfußball
Warner spielte während seiner Zeit an der University of Portland für das Collegeteam seiner Universität, die Portland Pilots. Gleichzeitig spielte er aber auch in der USL Premier Development League für die Colorado Rapids U-23 und die Portland Timbers U-23.

### Vereinskarriere
Am 14. Januar 2010 wurde er als 15. Pick in der ersten Runde des MLS SuperDraft 2010 von Real Salt Lake gewählt. Sein Pflichtspieldebüt absolvierte er am 17. April 2010 im Spiel gegen Los Angeles Galaxy. In der gleichen Saison wurde er kurzfristig an AC St. Louis ausgeliehen.
Im MLS Expansion Draft 2011 verließ er Real Salt Lake und wechselte zu Montreal Impact.
Am 16. Mai 2014 wurde bekannt, dass Warner im Austausch gegen Issey Nakajima-Farran zum Toronto FC wechselt.
Zwei Jahre später wechselte Warner erneut, im Austausch für einen MLS-Draft-Pick in der 2. Runde, und zwar zu Houston Dynamo. Während seiner Zeit dort war er auch für die Rio Grande Valley FC Toros im Einsatz.
Im MLS Expansion 2016 wurde er von Minnesota United ausgewählt und spielte dort bis zum Ende der Saison 2018.
Im April 2019 wechselte Warner in die zweite dänische Fußball-Liga zum FC Helsingør. Anschließend war wieder vereinslos.
Ein Jahr später unterzeichnete Warner einen Ein-Jahres-Vertrag bei den Colorado Rapids.

## Erfolge
- Canadian Championship: 2013